# كيث غاردنر
كيث غاردنر (بالإنجليزية: Keith Gardner) هو عداء سريع جامايكي، ولد في 6 سبتمبر 1929 في كينغستون في جامايكا، وتوفي في 25 مايو 2012 في ليفنجستون ‏ في الولايات المتحدة.

## وصلات خارجية
- كيث غاردنر على موقع الاتحاد الدولي لألعاب القوى (الإنجليزية)
- كيث غاردنر على موقع أوليمبيديا (الإنجليزية)
- كيث غاردنر على موقع اتحاد ألعاب الكومنولث (مؤرشف) (الإنجليزية)